# Закони Ланчестера
Закони Ланчестера — система диференціальних рівнянь, що описують втрати протиборних сторін з плином часу.

## Рівняння Ланчестера
Є два види рівнянь: перший —  лінійні,  першого роду  або  чесного бою , для рукопашного бою або неприцільного вогню і другий —  квадратичні  або  другого роду , для прицільного вогню, характерного для сучасного бою.
У 1916 році, в розпал першої світової війни, Фредерік Ланчестер розробив систему диференціальних рівнянь для демонстрації співвідношення між ворогуючими силами. Серед них є так званий лінійний закон Ланчестера (для стародавньої війни) і квадратичний закон Ланчестера (для воєн початку XX століття з застосуванням далекобійних знарядь, таких як вогнепальна зброя).

## Лінійний закон Ланчестера
У стародавній битві, наприклад, між фалангами воїнів, озброєних списами, одна людина може боротися одночасно тільки з однією людиною. Якщо кожна людина вбиває рівно одного (або гине від одного) противника, то очікуване число воїнів, що залишилися в кінці бою — це просто різниця між чисельністю більшої і меншої армій (при ідентичності застосовуваної зброї).
Лінійний закон застосовується також до неприцільного вогню по території супротивника. Коефіцієнт убутку (англ. rate of attrition) залежить від щільності наявних цілей у цільовій області, а також від кількості зброї, що стріляє. Якщо два угруповання, що займають однакову площу і використовують однакову зброю, ведуть вогонь випадковим чином по цілі однакової площі, вони будуть зменшуватися однаковими темпами доти, доки менше угруповання, зрештою, не буде ліквідовано: велика ймовірність ураження одним пострілом будь-якої одиниці більшого угрупування врівноважується великим числом пострілів спрямованих на менше угруповання.

## Закон «чесного бою»
{\displaystyle A_{0}-A_{t}=E(B_{0}-B_{t})\ }
{\displaystyle A_{0}} — початкова кількість одиниць сторони A
{\displaystyle A_{t}} — чисельність військ, що залишаються в армії A в момент часу {\displaystyle T}
{\displaystyle B_{0}} — первісна кількість одиниць сторони B
{\displaystyle B_{t}} — чисельність військ, що залишаються в армії B в момент часу {\displaystyle T}
{\displaystyle E} — якість зброї (‘E'xchange Rate) = (вражальна здатність зброї сторони B) ÷ (вражальна здатність зброї сторони A)
(Винищувальна сила) = (якість зброї) × (кількість одиниць)

## Квадратичний закон Ланчестера
В сучасних бойових діях, коли бойові одиниці сторін віддалені одна від одної і ведуть прицільний вогонь, вони здатні вражати кілька цілей, і можуть бути враженими з декількох напрямів.
Коефіцієнт убутку залежить тепер тільки від кількості бойових одиниць, які ведуть вогонь. Ланчестер встановив, що потужність угруповання в цьому випадку пропорційна не кількості бойових одиниць, які вона має, а квадрату від цієї величини. Це називається квадратичним законом Ланчестера. Точніше, закон визначає втрати бойових одиниць, які сторона, що розглядається, завдасть за певний період часу, в порівнянні з втратами, які завдасть її противник.
У базовому формулюванні, цей закон корисний тільки для прогнозування результатів, пов'язаних з природними втратами. Він не поширюється на цілі армії, де тактичне розгортання допускає, що не всі бойові одиниці використовуватимуться протягом всього часу. Він працює, тільки коли кожна людина (або корабель, підрозділ чи інша бойова одиниця) може одночасно знищити тільки одного еквівалентного противника (тому він не застосовний до кулеметів, артилерії і ядерної зброї).
Закон працює в припущенні, що втрати наростають з плином часу. Він не працює в ситуаціях, коли протиборчі сторони знищують одна одну миттєво, або за рахунок одночасної стрільби, або через великі втрати однієї з них на початку зіткнення. Зауважимо, що квадратичний закон Ланчестера стосується не технологічної сили, а тільки чисельної сили, тому він передбачає збільшення якості, кратне {\displaystyle N^{2}}, для збільшення кількості, кратного {\displaystyle N}.

## Закон концентрації
{\displaystyle A_{0}^{2}-A_{t}^{2}=E(B_{0}^{2}-B_{t}^{2})}
(Винищувальна сила) = (якість зброї) × (кількість одиниць){\displaystyle ^{2}}

## Розподіл резерву
Модель Ланчестера динаміки бою має вигляд системи диференціальних рівнянь:
{\displaystyle {\begin{cases}{\frac {dx}{dt}}=-by+u(t),\\{\frac {dy}{dt}}=-ax+v(t),\end{cases}}}
де {\displaystyle x(t)} — кількість бойових одиниць сторони {\displaystyle A,} які залишилися у ході бою на момент часу {\displaystyle t\in [0,T];\,\,\,y(t)} — кількість бойових одиниць сторони {\displaystyle B,} які залишилися у ході бою до моменту {\displaystyle t;\,\,\,u(t),\,v(t)} — темпи надходження одиниць резерву сторін {\displaystyle A} та {\displaystyle B} на момент часу {\displaystyle t;\,\,a,b} — середні ефективні швидкості стрільби бойових одиниць сторін {\displaystyle A} та {\displaystyle B} відповідно; {\displaystyle T} — заданий час бою.
Нехай задано початкові кількості бойових одиниць обох сторін
{\displaystyle x(0)=x^{0},\quad y(0)=y^{0},}
та, крім того, будемо вважати функцію {\displaystyle v(t)} заданою.
Оптимізація полягає у відшуканні функції {\displaystyle u^{0}(t)} з умови екстремуму функціоналу {\displaystyle V_{0}(u(t))} по {\displaystyle u(t)} за обмежень {\displaystyle 0\leq u(t)\leq c,\,\,\,\int _{0}^{T}u(t)\,dt\leq U,} де функціонал {\displaystyle V_{0}(u)} повинен мати різний вигляд, залежно від телеологічних параметрів[прояснити] сторін, причому {\displaystyle c} та {\displaystyle U} задані.
Фундаментальна матриця {\displaystyle W(t)} для однорідної частини системи диференціальних рівнянь має вигляд:
{\displaystyle W(t)={\begin{pmatrix}{\frac {1}{2}}(e^{\omega t}+e^{-\omega t}),&-{\frac {b}{2\omega }}(e^{\omega t}-e^{\psi t})\\-{\frac {\omega }{2b}}(e^{\omega t}-e^{-\omega t}),&{\frac {1}{2}}(e^{\omega t}+e^{-\omega t})\end{pmatrix}},}
де {\displaystyle \omega ={\sqrt {ab}}.} Рішення {\displaystyle x(t),\,y(t)} системи Ланчестера за початкових умов
{\displaystyle x(0)=x^{0},\quad y(0)=y^{0},}
за формулою Коші записується в такому вигляді:
{\displaystyle {\begin{pmatrix}x(t)\\y(t)\end{pmatrix}}=W(t){\begin{pmatrix}x^{0}\\y^{0}\end{pmatrix}}+\int _{0}^{t}W(t)W^{-1}\tau {\begin{pmatrix}u(\tau )\\v(\tau )\end{pmatrix}}d\tau .}
Звідки знаходиться
{\displaystyle x(t)={\frac {1}{2}}(e^{\omega t}+e^{-\omega t})x^{0}-{\frac {b}{2\omega }}(e^{\omega t}-e^{-\omega t})y^{0}+\int _{0}^{t}{\begin{Bmatrix}{\frac {1}{2}}[e^{\omega (t-\tau )}+e^{-\omega (t-\tau )}]u(\tau )-{\frac {b}{2\omega }}[e^{\omega (t-\tau )}-e^{-\omega (t-\tau )}]v(\tau )\end{Bmatrix}}d\tau ,}
{\displaystyle y(t)=-{\frac {\omega }{2b}}(e^{\omega t}+e^{-\omega t})x^{0}+{\frac {1}{2}}(e^{\omega t}-e^{-\omega t})y^{0}+\int _{0}^{t}{\begin{Bmatrix}-{\frac {\omega }{2b}}[e^{\omega (t-\tau )}-e^{-\omega (t-\tau )}]u(\tau )+{\frac {1}{2}}[e^{\omega (t-\tau )}+e^{-\omega (t-\tau )}]v(\tau )\end{Bmatrix}}d\tau .}

## Розподіл ресурсів
Задача оптимального розподілу ресурсів полягає в тому, що необхідно знайти оптимальну щільність {\displaystyle \varphi ^{0}(x)} розподілу ресурсів таку, що функціонал
{\displaystyle V_{0}(\varphi ^{0}(x))={\underset {V_{2}(\varphi (x))\leq \Phi }{\min _{\underset {0\leq \varphi (x)\leq b}{V_{1}(\varphi (x))\leq Q}}}}V_{0}(\varphi (x)),}
де {\displaystyle V_{0}(\varphi )=\int _{0}^{a}p(x)e^{-\alpha (x)\varphi (x)}dx} — ймовірність розподілу ресурсів на {\displaystyle [0,a];\,\,V_{1}(\varphi )=\int _{0}^{a}q(x)\varphi (x)dx} — повна вартість розподілюваних ресурсів; {\displaystyle V_{2}(\varphi )=\int _{0}^{a}\psi (x)dx} — повний об'єм розподілюваних ресурсів; {\displaystyle p(x)} — вагова функція, яка характеризує щільність ймовірності стану середовища у точці {\displaystyle x\in [0,a];} {\displaystyle q(x)} — вартість одиниці розподілюваних ресурсів у {\displaystyle x\in [0,a].}